# Бахиййе-ханум
Бахия́ Хану́м — дочь Бахауллы, основателя религии бахаи, и его жены — Асии Ханум. Родилась, предположительно, в 1846 году с именем Фатима Султан. Была титулована Бахауллой, как «Величайший Святой Лист». Воспитанная в трудные для её семьи времена, во взрослом возрасте служила религии бахаи и считается в ней величайшей из когда-либо живших женщин.
Родилась в богатой семье. В 1852 году, когда девочке было 6 лет, её отец был арестован и заключён в тюрьму, их дом был разграблен, и семья осталась без средств к существованию. В том же году им пришлось бежать в Багдад.
Уже в юном возрасте Бахия Ханум решила не выходить замуж и посвятить свою жизнь заботе о родителях, в первую очередь, о матери. В 1860-е годы семья была вынуждена продолжить скитания, отправившись в Константинополь и Адрианополь. К 21 году Бахия всю взрослую жизнь была лишена свободы, и оказалась в конечном пункте пребывания — сирийском городе-тюрьме Акко. После смерти отца в 1892 году Бахия оказалась одной из немногих, кто принял в качестве руководителя мировой общины бахаи брата Абдул-Баху. В те же годы, в 1910-е и в конце 1920-х, Бахия стала одним из религиозных лидеров. После смерти брата она поддержала в качестве его преемника племянника Шоги Эффенди.
Умерла в 1932 года в возрасте 86 лет.